# Ступки (Тернопільський район)

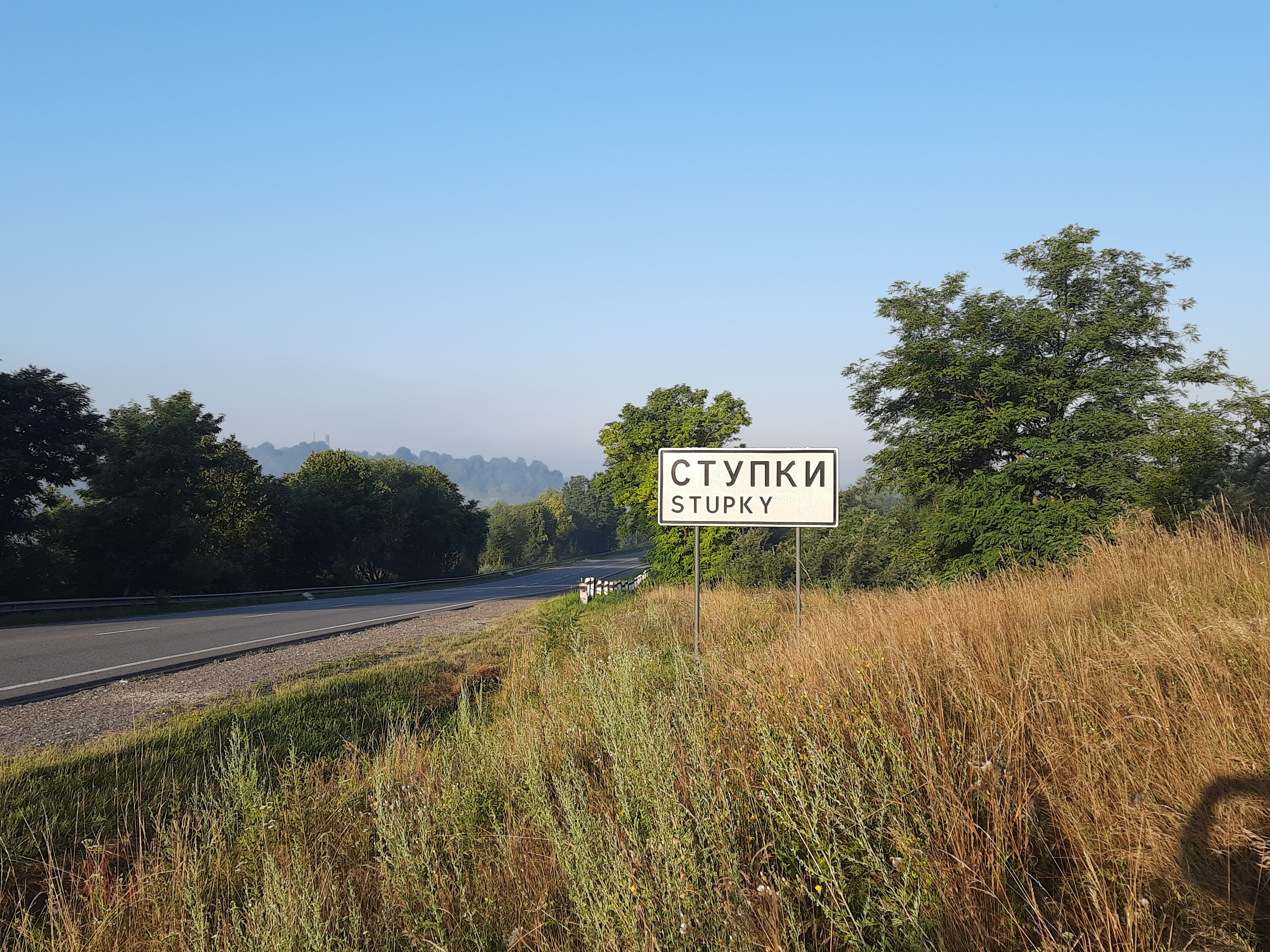
Дорожній знак при в'їзді в село

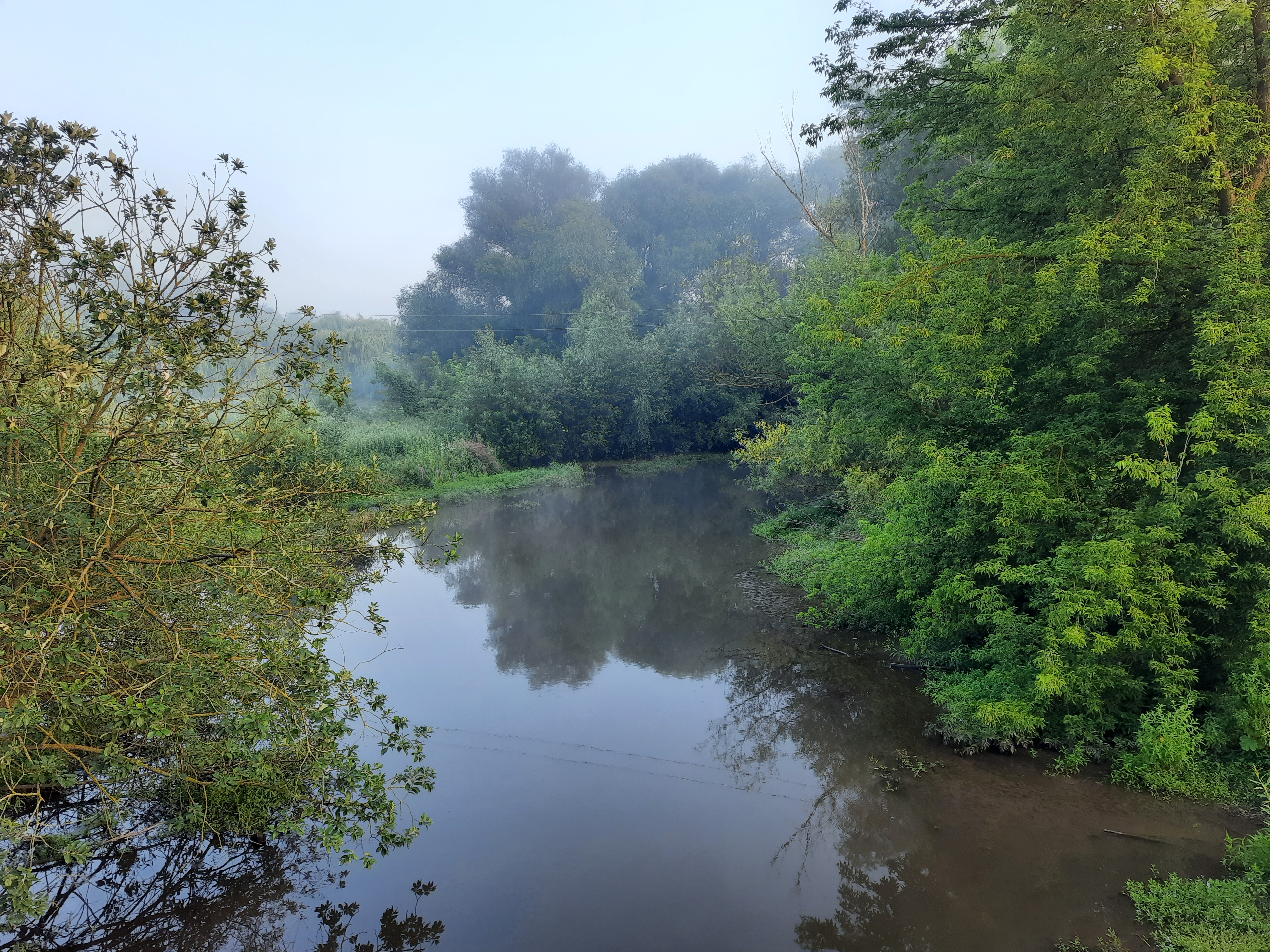
Річка Гнізна біля села

Сту́пки — село в Україні, у Байковецькій сільській громаді Тернопільського району Тернопільської області. До 2020 адміністративний центр Ступківської  сільської ради. Розташоване в центрі району.
Населення — 541 особа (2023 рік).

## Історія
Поблизу села виявлено археологічні пам'ятки доби бронзи.
Перша писемна згадка — 1432[джерело?].
До вересня 1939 діяли товариства «Просвіта», «Сільський господар», «Союз українок», «Рідна школа» та інші.1 серпня 1934 року в рамках реформи на підставі нового закону про самоуправління (23 березня 1933 року) село увійшло до новоствореної сільської гміни Великі Бірки (Тернопільський повіт Тернопільського воєводства).
З перших днів німецької окупації 1941—1944 в Ступках, на місці табору для ув'язнених НКВС, розміщено концтабір для військовополонених червоноармійців, яких окупанти в примусовому порядку, заставили до праці, для завершення робіт, будівництва двоколійного залізничного полотна відрізку Тернопіль — Підволочиськ та ремонту автошляхів. Там, до кінця 1941, внаслідок виснаження від непосильної праці, голоду та інфекційних хвороб, їх загинуло близько 2 тис. чол. На тому ж місці нацисти утворили примусовий єврейський трудовий табір (нім. Zwangsarbeitslager скор.- ZAL) № 2999. 10 липня 1943 р. гітлерівськими карателями всіх в'язнів страчено, табір спалено .
12 червня 2020 року, відповідно до розпорядження Кабінету Міністрів України № 724-р «Про визначення адміністративних центрів та затвердження територій територіальних громад Тернопільської області» увійшло до складу Байковецької сільської громади.
19 липня 2020 року, в результаті адміністративно-територіальної реформи та ліквідації Тернопільського району, село увійшло до складу новоутвореного Тернопільського району.

## Населення
Згідно з переписом УРСР 1989 року чисельність наявного населення села становила 631 особа, з яких 289 чоловіків та 342 жінки.
За переписом населення України 2001 року в селі мешкало 659 осіб.
Станом на 19 жовтня 2023 року у селі проживає 541 особа. 

### Мова
Розподіл населення за рідною мовою за даними перепису 2001 року:
| Мова       | Відсоток |
| ---------- | -------- |
| українська | 99,42 %  |
| російська  | 0,44 %   |
| польська   | 0,15 %   |

## Символіка
Сучасна символіка села була затверджена. Рішення сесій сільської ради №8/6/11 «Про затвердження офіційної символіки Байковецької територіальної громади, сіл Байковецької територіальної громади та Положення про зміст, опис Гербів, Прапорів Байковецької територіальної громади, сіл Байковецької територіальної громади та порядок їх використання» від 26.02.2021 [Архівовано 24 жовтня 2021 у Wayback Machine.]

### Герб
Геральдичний синій щит розділено синьо-білою перев’яззю. У верхній частині знаходяться елементи герба Леліва: золотий півмісяць рогами догори, над яким розташована золота 6-променева зірка. У нижній – герба Пилява: золотий хрест із двома кінцями ліворуч і трьома праворуч. До речі, в Україні він, зокрема, виступав, та й досі виступає як основа герба міста Тернополя.
Щит вписаний в декоративний картуш і увінчаний золотою сільською короною. Унизу картуша написи «СТУПКИ» і «1432».

### Прапор
Квадратне полотнище рівно розділене косою перев’яззю. Прапор відтворює кольори та елементи Герба села.

### Тлумачення символіки
У Гербі та Прапорі поєднано герби Леліва та Пилява, носіями яких свого часу були власники села – відомі шляхетні родини Сенявських і Потоцьких.
Перев’язь, як символ води, вказує на наявність у селі гідрологічної пам’ятки – Ступківського джерела.

## Пам'ятки

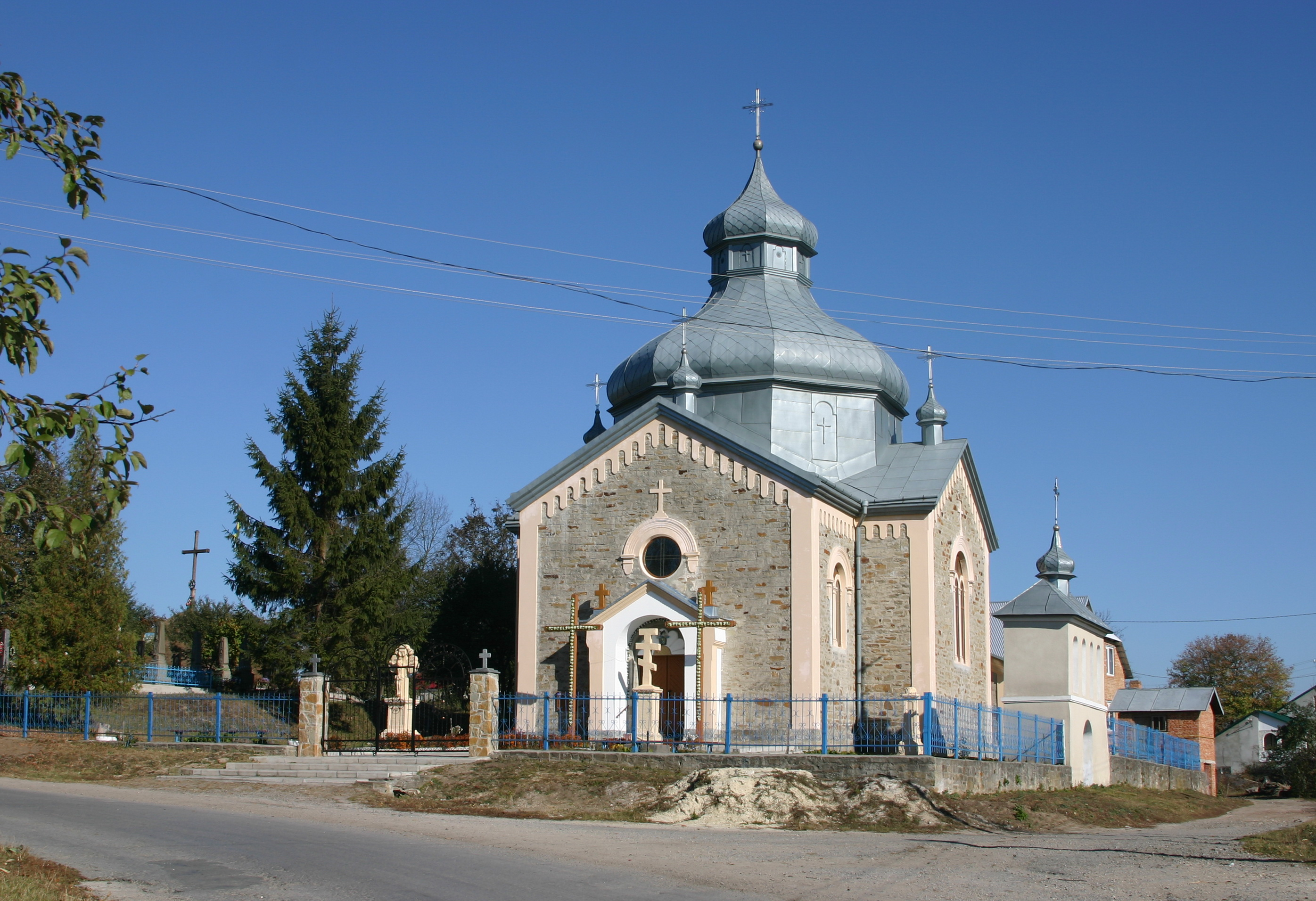
Церква Різдва Пресвятої Богородиці

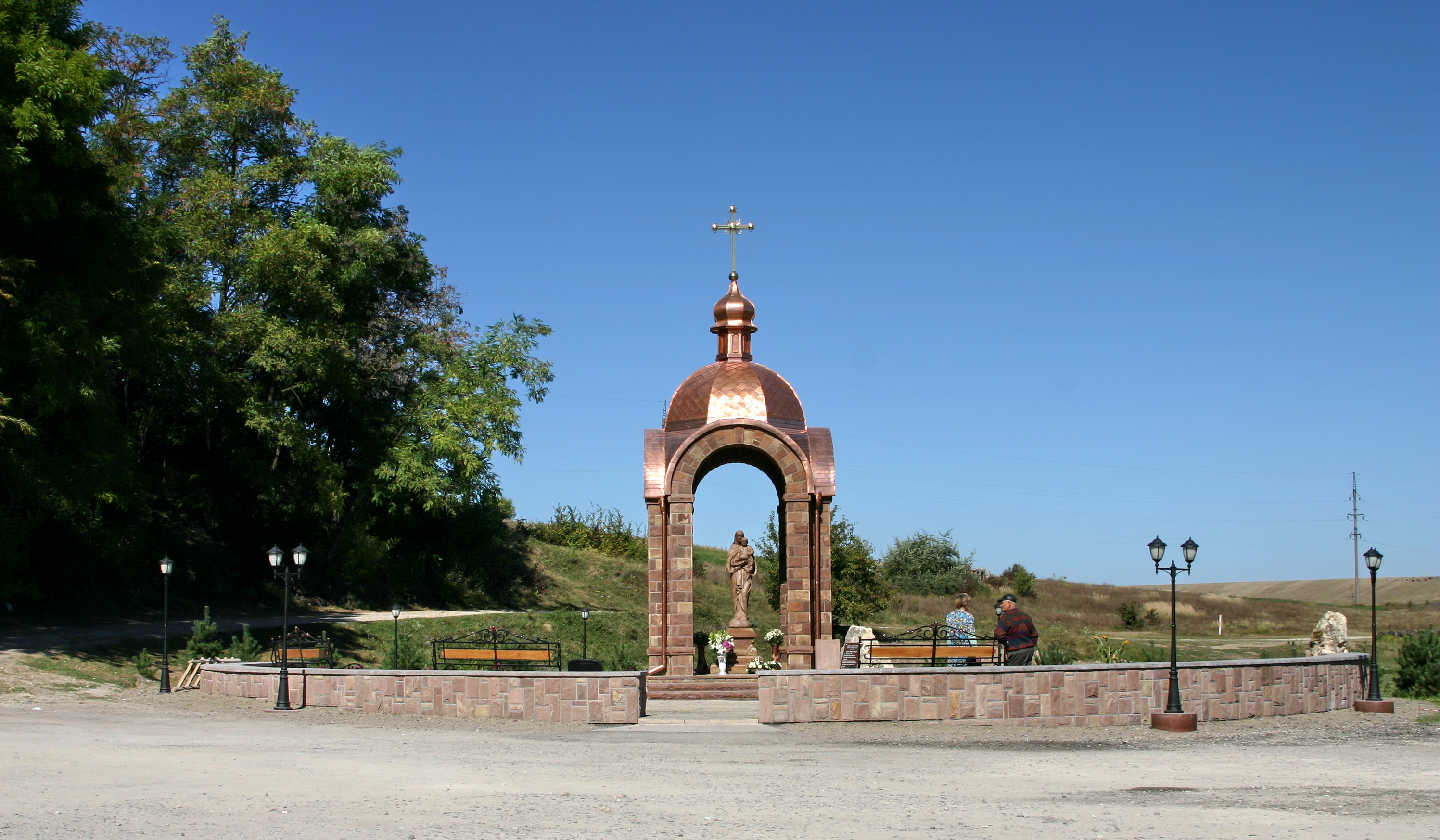
Каплиця Богородиці над Ступківським джерелом

- Церква Різдва Пресвятої Богородиці (1899, мурована).
- Братська могила воїнам ЧА споруджена (1952) на місці концтабору.
- Гідрологічна пам'ятка природи Ступківське джерело

## Освіта
У зв’язку з незначною кількістю дітей шкільного віку діяльність початкової школи призупинено.
Є клуб, бібліотека, медична амбулаторія.

## Спорт
Є футбольне поле.

## Економіка
ВАТ «Будматеріали», ТзОВ «Альфа-Тернопіль», снекова компанія «Захід» (вулиця Тернопільська 45), «Зоря», «Крос-2003», Один торговий заклад.

## Відомі люди

### Народилися
- Ю. Вовк (1918—1946) — повітовий провідник СБ ОУН у Дрогобичі, брат М. Вовка і Б. Вовка[9],[10];
- Б. Вовк (1927—1944) — повітовий референт пропаганди ОУН на Скалатщині брат М. Вовка і Ю. Вовка[11];
- Л. Ратич. — фахівець у галузі механіки
- Б. Чепчак-Ґорецький, Bronisław Czepczak[pl] (1922 — 2001) — підпоручик (Армія Андерса), ветеран польського спецпідрозділу «тихотемних» [12]
- Г. Андрушевська — одна з праведників народів світу[13],[14];
- Ф. Романишин — один із праведників народів світу[13],[14];
- Ю. Радецька (1993) — кандидат у майстри спорту України зі спортивного туризму. Суддя І категорії зі спортивного туризму.
- Борис Золотник (1953—2014) — український громадський та політичний діяч, педагог, історик, голова Золочівської районної державної адміністрації (2005–2006), голова Золочівської районної ради (2006–2010)

### Проживали
- о. Григорій Чубатий (1840—1932) — служив парохом і тут похований, член українського таємного культурно-освітнього і громадсько-політичного товариства «Громада»[15] другої пол. 19 ст., радник греко-католицької Консисторії у Львові.
- Мирослав Вовк («Єфрем», «Корнило») (1920—1947) — крайовий референт СБ ОУН Подільського краю (1945), брат Б. Вовка і Ю. Вовка.[16],[10]